# André Vanden Broucke
André Vanden Broucke (Kortrijk, 9 september 1928 - Jette, 24 oktober 2007) was een Belgische syndicalist van het ABVV.

## Levensloop
André Vanden Broucke was de zoon van een smid en was van opleiding kleermaker. Later behaalde hij een diploma maatschappelijk adviseur aan de sociale school van Kortrijk. In 1951 begon hij zijn carrière bij het ABVV, waar hij in 1964 adjunct-nationaal-secretaris van de Algemene Centrale (AC) werd.
Van 1958 tot 1964 verbleef hij in Belgisch-Kongo en legde aldaar de basis van de eerste collectieve arbeidsovereenkomst en leidde er de eerste stakingen. Aldaar stampte hij de eerste vakbondswerking uit de grond en leidde tal van militanten op die na de onafhankelijkheid op 1 juli 1960 werden opgenomen in de prille Congolese regering.
Tussen 1979 en 1982 was hij algemeen voorzitter van de AC en vanaf 1982 tot aan zijn pensioen in 1989 voorzitter van het interprofessionele ABVV. Daarnaast was hij voorzitter van de Europese Federatie van Bouwvakkers en Houtbewerkers (EFBH) van 1976 tot 1983.

## Citaten
"Men mag de syndicale boom snoeien, maar men moet van de wortels blijven. Anders sterft hij."